# ملحمه (روستا)
 ملحمه  به عربی ( اَلمَلحَمَة  )، روستایی است در ناحیهٔ (قری الحدا)، در عزلهٔ (المخادر) وأعمال آب ،، از توابع استان اِب در کشور یمن در شبه جزیره عربستان.

## جمعیت
جمعیت آن (۱۰۹) نفر (۵ خانوار) می‌باشد.